# Liste der Bürgermeister von Gmunden
Liste der Gmundener Bürgermeister seit 1851

## Bürgermeister imKaisertum Österreich
- 1851–1861: Johann Tagwerker
- 1861–1864: Franz Margelik

## Bürgermeister in derk.u.k. Monarchie
- 1864–1872: Franz Schleiß
- 1872–1876: Josef Dangl
- 1876–1882: Franz Schleiß
- 1882–1899: Alois Kaltenbrunner
- 1899–1902: Hans Wolfsgruber
- 1902–1909: Franz Margelik
- 1909–1912: Roman Puxkandl

## Bürgermeister in derErsten Republik
- 1912–1924: Ferdinand Krackowizer
- 1924–1938: Thomas Franz

## Bürgermeister während desNationalsozialismus
- 1938–1942: Egon Diller
- 1942–1945: Josef Nöstlinger

## Bürgermeister in derZweiten Republik
- 1945–1946: Josef Baumann
- 1946–1955: Fritz Eiblhuber
- 1955–1956: Alfred Klimesch
- 1956–1973: Karl Piringer
- 1973–1979: Karl Sandmeier
- 1979–1997: Erwin Herrmann
- 1997–2014: Heinz Köppl
- seit 2014: Stefan Krapf